# Giro di Lombardia 1961
Il Giro di Lombardia 1961, cinquantacinquesima edizione della corsa, fu disputata il 21 ottobre 1961, su un percorso totale di 253 km. Fu vinta dall'italiano Vito Taccone, giunto al traguardo con il tempo di 7h06'21" alla media di 35,605 km/h, precedendo i connazionali Imerio Massignan e Renzo Fontona.
Presero il via da Milano 145 ciclisti e 41 di essi portarono a termine la gara.

## Ordine d'arrivo (Top 10)
| Pos. | Corridore           | Squadra        | Tempo    |
| ---- | ------------------- | -------------- | -------- |
| 1    | Vito Taccone        | Atala-Pirelli  | 7h06'21" |
| 2    | Imerio Massignan    | Legnano        | a 3"     |
| 3    | Renzo Fontona       | Legnano        | a 1'48"  |
| 4    | Carlo Brugnami      | Torpado        | a 2'38"  |
| 5    | Graziano Battistini | Legnano        | s.t.     |
| 6    | Giuseppe Dante      | Fides          | a 2'58"  |
| 7    | Nino Defilippis     | Carpano        | a 3'41"  |
| 8    | Angelo Conterno     | Baratti-Milano | s.t.     |
| 9    | Aldo Moser          | Ghigi          | s.t.     |
| 10   | Arnaldo Pambianco   | Fides          | s.t.     |